# هم‌نفس
هم‌نفس سریالی است به کارگردانی مهدی فخیم‌زاده که در سال ۱۳۸۲ از شبکه ۱ سیما به روی آنتن رفت. این مجموعهٔ تلویزیونی ابتدا به شکل فیلم در سینماها اکران شد و سپس در سال ۱۳۸۳ در قالب یک سریال ۵ قسمتی از تلویزیون پخش  شد. خوانندگی تیتراژ پایانی این سریال را مهران مدیری برعهده داشت.

## خلاصه داستان
بهروز که سابقه بیماری روانی دارد، همراه با خانواده برادرش زندگی می‌کند. او به طور اتفاقی با زنی به نام شیرین آشنا می‌شود که از همسرش جدا شده و با دو کودکش زندگی می‌کند. بین آن‌ها علاقه به وجود می‌آید و تصمیم به ازدواج می‌گیرند و قرار می‌گذارند شیرین بیرون از خانه کار کند و بهروز هم کارهای خانه را انجام دهد. برادر بهروز با این تصور که او گم شده، اطلاعیه‌ای در روزنامه منتشر می‌کند. با برملاشدن راز بهروز اطرافیان آنها در زندگی‌شان ایجاد مشکل می‌کنند. از طرفی همسر سابق شیرین با این ادعا که شیرین و بهروز آدم‌های خطرناکی هستند مدعی نگه داشتن بچه‌ها می‌شود و از طرفی هم همسایه‌ها برای آنها ایجاد مزاحمت می‌کنند. شیرین را از محل کارش اخراج می‌کنند. شیرین به تدریج تعادل روانی‌اش به هم می‌ریزد و نهایتاً تصادف می‌کند و بهروز او را در بیمارستان روانی بستری می‌کند. از طرفی نیز بهروز همسر شیرین را می‌بیند که قصد گرفتن بچه‌ها را دارد و با آنها فرار می‌کند و به منزل برادرش می‌رود؛ ولی نهایتاً به حکم دادگاه نگهداری بچه‌ها به همسر شیرین واگذار می‌شود. بهروز که از همه جا ناامید شده به همان آسایشگاهی که همسرش در آن بستری است می‌رود. دکتر معتمدی رئیس بیمارستان هم قصد کمک به آنها را دارد و آنها را تا حدی به زندگی امیدوار می‌کند. در پایان به نظر می‌رسد که بهروز و شیرین از بیمارستان فرار کرده‌اند و همراه با بچه‌هایش به آسمان پرواز می‌کنند.

## بازیگران
| بازیگر          | نقش         |
| --------------- | ----------- |
| مهدی فخیم‌زاده   | بهروز       |
| رویا نونهالی    | شیرین       |
| مریلا زارعی     | دکتر معتمدی |
| ناصر آقایی      | بهزاد       |
| مصطفی طاری      | معتاد       |
| انوشیروان فاطمی | جمال        |
| فرهاد شریفی     | مصطفی       |
| افسانه ناصری    | سیما        |
| متین عزیزپور    | افشین       |
| الینا اکبرزاده  | شبنم        |
| اصغر حیدری      | جعفر        |

## یادداشت
1. ↑  به ترتیب تیتراژ
2. ↑  نوشته شده در تیتراژ